# Japan Tobacco International
A Japan Tobacco International é uma empresa do setor de tabaco criada em 1999 após a aquisição da RJ Reynolds. Em janeiro de 2007 comprou o britânico Gallaher Group, permitindo assim que a empresa passasse a controlar 10,5% do mercado mundial de cigarros. No Brasil, comercializa as marcas Camel e Winston.